# Børge Wagner
Børge Wagner (født 11. februar 1938) er en dansk hornist, dirigent og chefkapelmester.
Wagner studerede horn med solohornist Ingbert Michelsen og var ansat som 2. solohornist i Radiosymfoniorkestret i 1956-1968, debuterede som dirigent i 1964 og blev herefter fast tilknyttet som kapelmester for Odense Symfoniorkester i 1968-1985. Fra 1987-1996 var han chefkapelmester for DR RadioUnderholdningsOrkestret. Han har desuden virket som gæstedirigent ved samtlige danske symfoniorkestre, Den Kgl. Livgardes Musikkorps samt ved adskillige udenlandske orkestre. Siden 1996 har han arbejdet som dirigent på freelancebasis.
Fra koncerter i radio og TV kendt som en uhøjtidelig musikformidler. Han har dirigeret en lang række cd'er med RadioUnderholdningsOrkestret, bl.a. Lumbye Fantasier og Danse og James Prices musical Tordenskjold (1994).
Fra 1998 til 2010 var han politisk aktiv som medlem af Odense Byråd for Det Konservative Folkeparti og har bl.a. været partiets gruppeformand i en periode, ligesom han har været formand for Hospice Fyn i en årrække.